# Amanda Sue Livingston
Amanda Sue Livingston (* 5. November 1984 in Fullerton, Kalifornien) ist eine amerikanische Basketballspielerin.
Sie lernte das Basketballspielen an der Troy High School ihres Geburtsortes und wechselte zum Studium an die University of California (UCLA) nach Los Angeles. Dort spielte sie als Flügelspielerin. Sie gilt als defensivstark und konnte 2006 in der NCAA-PAC 10-Liga die Meisterschaft mit ihrem Team erringen.
Die 1,85 m große Spielerin wurde zur Saison 2008/09 vom BC Marburg für die Erstligamannschaft verpflichtet und als Flügelspielerin und Power Forward auf den Positionen 3 und 4 eingesetzt.

## Einzelnachweis
1. ↑  Amanda Davidson bleibt bei den Blue Dolphins (14.06.2012) (Memento vom 20. Juli 2012 im Webarchiv archive.today)